# 6N،6N-ثنائي ميثيل أدينوسين
الـ6N،6N-ثنائي ميثيل أدينوسين (بالإنجليزية: N6,N6-Dimethyladenosine)‏ واختصارا (م26أ) هو نوكليوسيد قاعدته النووية هي 6N،6N-ثنائي ميثيل أدينين وهي مشتق ممثيل من الأدينين، سكره هو الريبوز. يتواجد طبيعيا في بعض جزيئات الرنا الناقل والريبوسومي.،
يدخل في تركيب بنية البوروميسين.